# Kardinalabborrfiskar
Kardinalabborrfiskar (Apogonidae) är en familj i underordningen abborrlika fiskar (Percoidei). Det finns 20 släkten med tillsammans över 300 arter. 

## Kännetecken
Kardinalabborfiskar är små fiskar, och flertalet arter i familjen blir inte över 10 centimeter långa. Maximallängden är ungefär 20 cm. Många har klara färger, ofta rött, men även silveraktigt, svart och gult, och många är också mönstrade med band eller fläckar. De har också förhållandevis stora ögon och stor mun, samt två ryggfenor.

## Utbredning
Familjen förekommer i alla tropiska och subtropiska havsområden, främst i regioner med korallrev. Några arter lever även i bräckt vatten och arterna av släktet Glossamia till och med i sötvatten.

## Levnadssätt
Kardinalabborrfiskar är ofta nattaktiva och tillbringar dagen på någon skyddad plats. Födan består vanligen av olika sorters mindre vattenlevande djur, som små kräftdjur. Några arter är munruvare.

## Taxonomi
Underfamiljer av kardinalabborrfiskar:
- Amioidinae, med två arter i var sitt släkte, Amioides polyacanthus och Holapogon maximus
- Apogoninae
- Paxtoninae, med en art
- Pseudaminae, med ett släkte